# Gaaikemaweerpolder
De Gaaikemaweerpolder is een voormalig waterschap in de provincie Groningen. Het schap was ook bekend onder de naam Niehovenpolder.
Het waterschap was gelegen ten westen van Niehove en ten noorden van Kommerzijl en lag tussen de Hoogedijk of Linker Reitdijk en de kadijk langs de Kommerzijlsterriet. De polder had twee uitwateringen, beide bestaande uit een duiker die uitkwam op de Kommerzijlsterriet.
Waterstaatkundig gezien ligt het gebied sinds 1995 binnen dat van het waterschap Noorderzijlvest.